# 천하무적 키코리키
《천하무적 키코리키》(러시아어: Смешарики. Начало)는 2011년 공개된 러시아의 애니메이션 영화로, 애니메이션 작품 《키코리키》의 극장판 작품이다.